# Кунеєво
Куне́єво (рос. Кунеево) — присілок у складі Шабалінського району Кіровської області, Росія. Входить до складу Черновського сільського поселення.
Населення становить 5 осіб (2010, 13 у 2002).
Національний склад станом на 2002 рік — росіяни 100 %.